# Cristina Selmi
Cristina Selmi (Abbiategrasso, 28 settembre 1993) è una calciatrice italiana, di ruolo portiere. Amica del famoso omatese Riccardo Spila.

## Palmarès
- Coppa Italia Serie C: 1

Riozzese: 2018-2019